# Asana
Asana (na sanskritu znači "sedeći položaj", asanam znači "sedeti" ili "zadnjica", a aste znači "on sedi") je položaj tela i najčešće se povezuje sa vežbanjem joge. U konteksu joge asana se odnosi na dve stvari: na mesto gde jogin/a (osoba koja vežba jogu) sedi i na pozu u kojoj se nalazi. Kako se repertoar poza povećavao vekovima i izašao iz konteksta sedenja, današnje objašnjenje asana odnosi se na položaje tela: sedeće,stojeće ali i ležeće, položaje na stomaku, i u kojima se zauzimaju mnogi drugi položaji.
Položaji tela (asane) danas su nezaoblilazni deo joga metodologije koju je sistematizovao Patanjđali iako im on nije pridao dovoljno prostora u "Joga sutrama". Joga položaji se izvode lagano i u granicama prijatnosti. Iskusni praktičari znaju da je važno da u položaju ne treba biti napora, da je pokret lagan i usklađen sa udahom i izdahom, da se udisanjem unosi vitalna energija, da pažnja treba da prati svaki pokret i da se u konačnom položaju pažnja drži na strateško mesto kako bi se ostvarili najveći efekti praktikovanja joge.
Joginov položaj treba da je stabilan i udoban. Tek kada napor iščezne i javi se osećaj jedinstva sa beskonačnim može se govoriti o asanama (Yoga Sutras, II, 48, 47).
Pisani izvori ukazuju da je u početku broj asana bio 16, pa 32 do 84. Danas je taj broj mnogo veći. Oni koji nedovoljno poznaju jogu ne pridaju dovoljno pažnje asanama jer ne shvataju značaj njihovog izvođenja. Praktikovanje asana najbrži je put samousavršavanja a udružen sa ostalim tehnikama joge moćno je oruđe razvoja svesti pojedinca. Poznavaoci joge posebnu pažnju posvećuju serijalu asana jer je vrlo važno kojim redosledom se iste izvode. Svaka asana ima svoj energetski, zdravstveni, emocionalni i spoznajni učinak. Stoga se serijal asana (redosled izvođenja) prenosio s Učitelja na učenika s posebnom pažnjom.  